# Nevena Božović

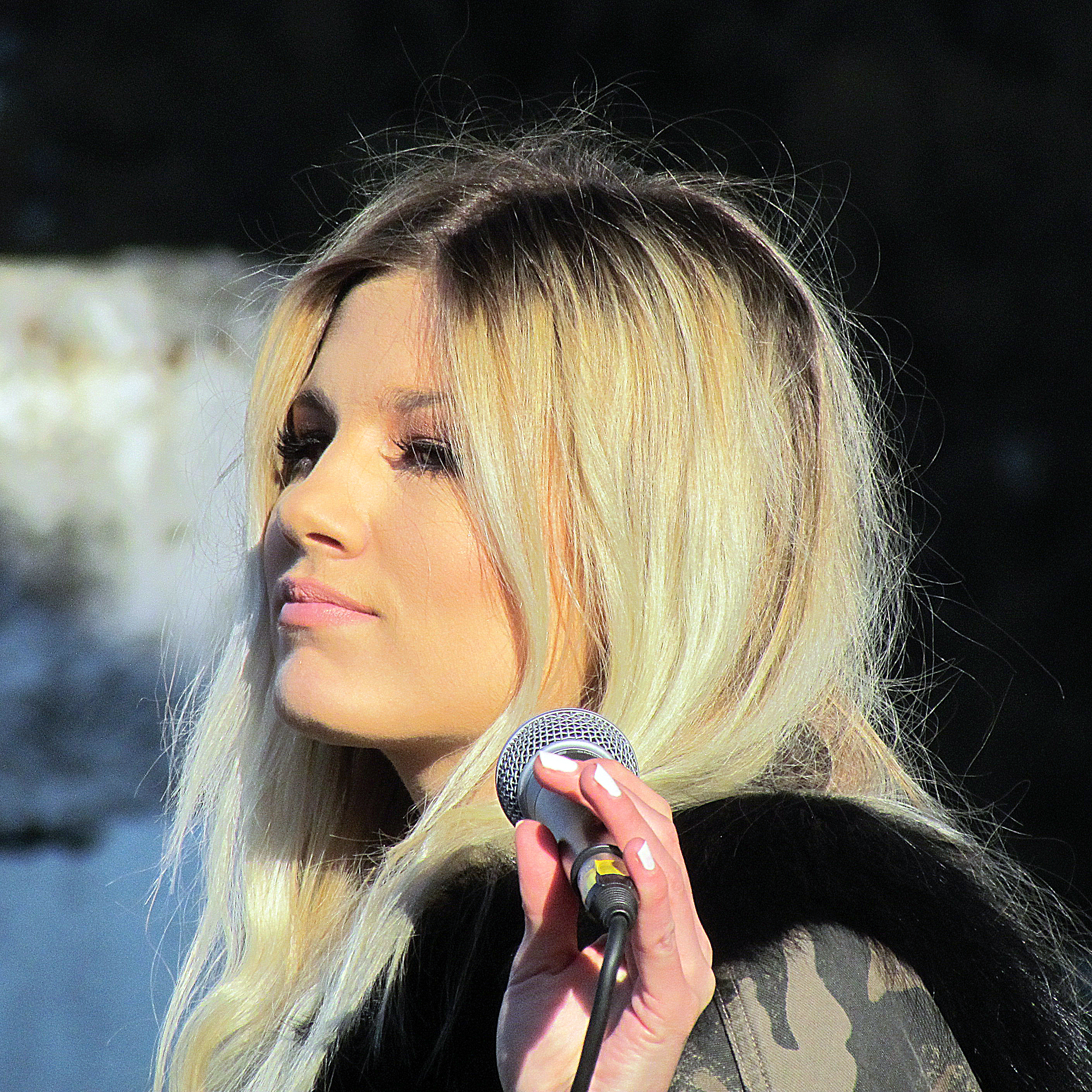
Nevena Božović (2017)

Nevena Božović (serbisch-kyrillisch Невена Божовић; * 15. Juni 1994 in Kosovska Mitrovica, Bundesrepublik Jugoslawien, heute Kosovo) ist eine serbische Sängerin und Komponistin.

## Leben und Karriere
Geboren und aufgewachsen in Kosovska Mitrovica, zog Božović später nach Belgrad und studierte Musik dort an der Universität der Künste Belgrad.
Ihre Musikkarriere startete 2007, als sie an der serbischen Vorentscheidung Izbor za dečju pesmu Evrovizije zum Junior Eurovision Song Contest 2007 teilnahm. Sie gewann mit dem Lied Piši mi und repräsentierte damit Serbien beim Junior Eurovision Song Contest. Mit 120 Punkten erreichte sie dabei Platz 3 und damit das bis heute beste Ergebnis des Landes im Wettbewerb. 2009 nahm sie am Musikfestival Sunčane Skale mit dem Lied Ti teil.

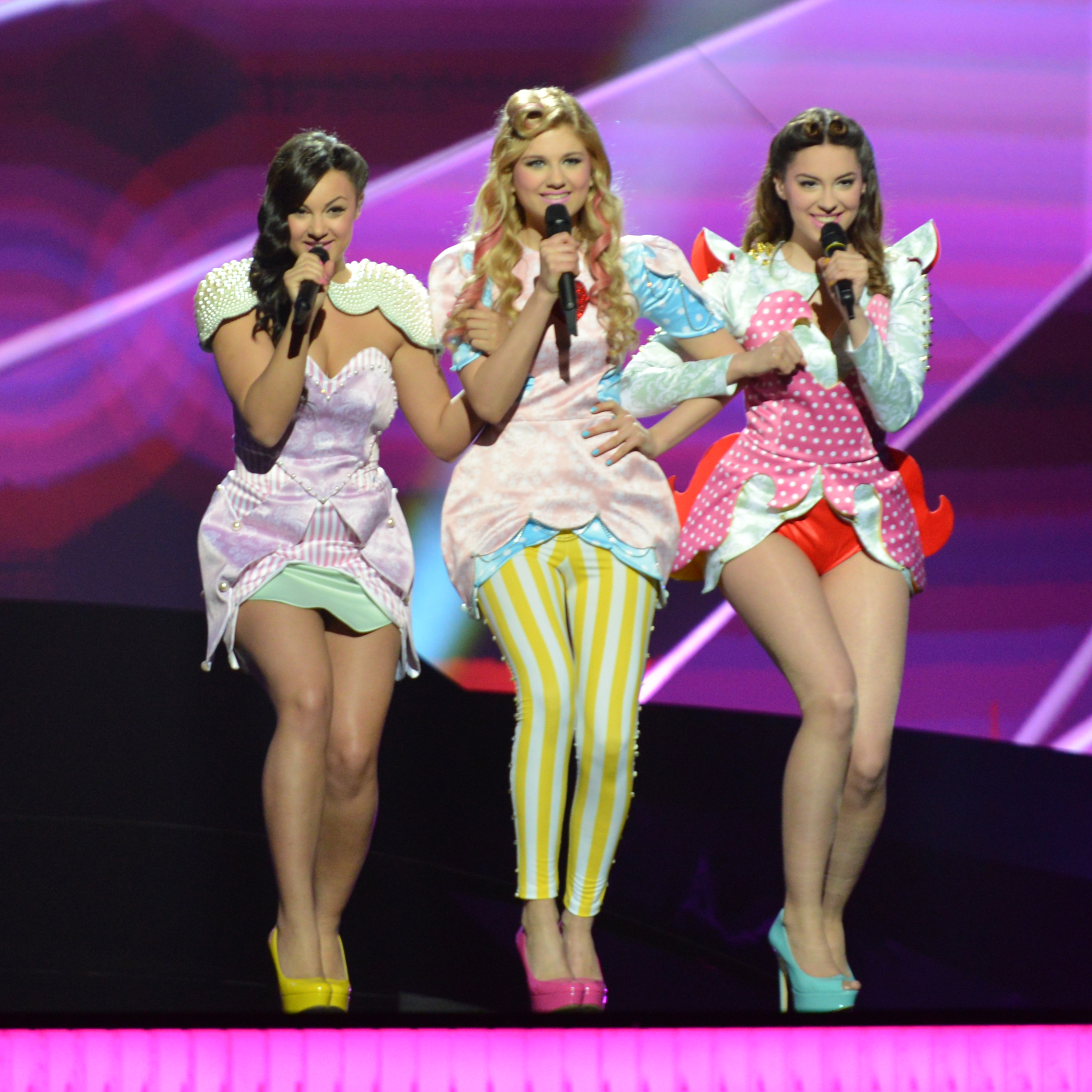
Beim ESC 2013 weiß-gelb gestreift

2012 nahm sie an der serbischen Ausgabe von Prvi glas Srbije teil und erreichte dort hinter Mirna Radulović Platz 2. Ein Jahr später nahm sie zusammen mit Mirna Radulović und Sara Jovanović an der serbischen Vorentscheidung Beosong 2013 zum Eurovision Song Contest 2013 in Malmö, Schweden teil. Als Moje 3 gewann sie die Vorentscheidung mit ihrem Lied Ljubav je svuda und repräsentierte damit Serbien beim ESC 2013. Die Gruppe startete im ersten Halbfinale, verpasste aber das Finale mit sechs Punkten und landete somit auf Platz 11 im Halbfinale. Direkt danach löste sich die Gruppe wieder auf und Božović veröffentlichte im Juli 2013 ihr Lied Pogledaj me. Zwei Jahre später war Božović Teil der serbischen Jury beim Eurovision Song Contest 2015.
2019 war ihr Lied Jasno mi je für einen Preis bei den serbischen Music Awards Ceremony (MAC) nominiert. Außerdem nahm sie an der Beovizija 2019 teil und gewann diese mit ihrem selbstgeschriebenen Lied Kruna. Damit repräsentierte sie Serbien bereits zum zweiten Mal beim Eurovision Song Contest, allerdings zum ersten Mal als Solosängerin.

## Diskografie
Singles
- 2007: Piši mi
- 2009: Ti
- 2013: Pogledaj me
- 2013: Znam da noćas gubim te
- 2014: Bal
- 2015: Trebam tebe
- 2016: Čujem da dolaziš u grad
- 2016: Siesta
- 2017: Jasno mi je
- 2017: Dangerous Drug
- 2018: What I’m Looking For
- 2019: Kruna
- 2019: The Crown - Eternal Light
- 2019: Sanjam
- 2020: Nestajem s vetrom
- 2020: Ljubav u bojama
- 2020: Produži dalje (Cover von Zdravko Čolić)
- 2021: Ljubi